# Convento de San Pablo el Real (Sevilla)
El convento de San Pablo el Real fue un establecimiento religioso de la orden dominica ubicado en la ciudad de Sevilla. Fue fundado en 1248 tras la Reconquista de Sevilla por el rey Fernando III, el cual otorgó a los dominicos unos terrenos ubicados en las proximidades de la Puerta de Triana. Permaneció en funcionamiento hasta el año 1835 en que los frailes fueros exclaustrados y el edificio pasó a ser propiedad del estado tras el proceso de desamortización de las propiedades de las órdenes religiosas. A partir de entonces las dependencias del convento se utilizaron para albergar oficinas administrativas del estado, entre ellas las correspondientes al Gobierno Civil y la Delegación de Hacienda. En julio de 1906 un enorme incendio destruyó gran parte de la antigua sede conventual y en 1953 fue derribado lo que quedaba del claustro grande que se encontraba situado contiguo a la Iglesia. En la actualidad solo se conserva la iglesia convertida en parroquia con la advocación de Santa María Magdalena, la sacristía y la Capilla de Montserrat. 
En el resto del antiguo espacio conventual se han abierto nuevas vías urbanas, como la calle Canalejas, y construido diferentes edificios destinados a viviendas. El espacio que ocupaba el claustro principal es actualmente un hotel, sin que quede ningún vestigio arquitectónico de su pasado.

## Historia

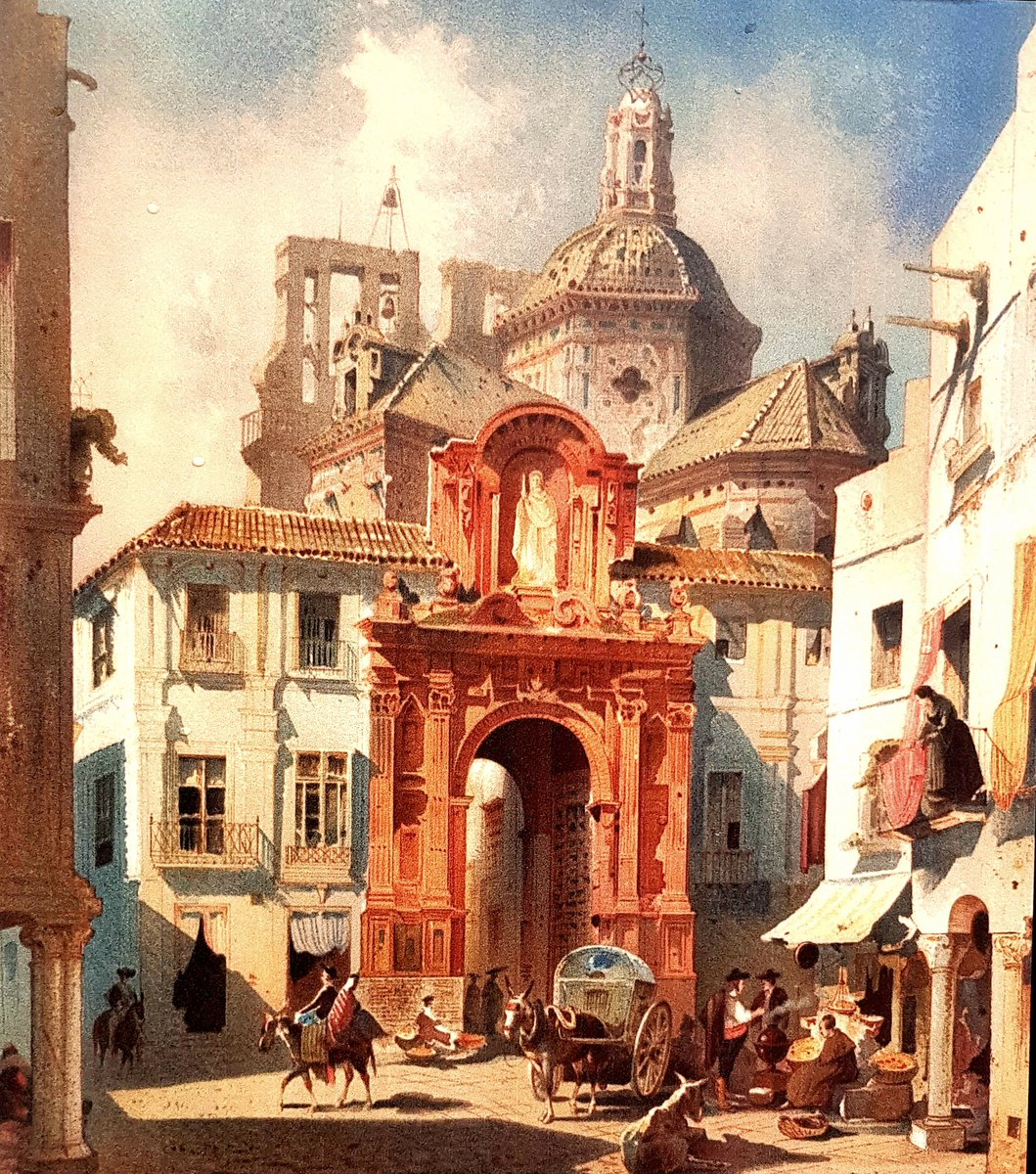
Convento de San Pablo. Cromolitografía de Friedrich Eibner, 1861.

El convento de San Pablo de Sevilla fue el segundo fundado en Andalucía por los dominicos, tras el de San Pablo el Real de Córdoba. Se sabe de la existencia de dominicos en el ejército que Fernando III desplazó a Sevilla para su conquista en 1248. Después de la ocupación de la ciudad, el rey cedió a la orden un terreno situado junto a la Puerta de Triana, cerca del río Guadalquivir. Posteriormente el rey Alfonso X confirmó la donación en 1253. En el año 1303 Fernando IV concede a la congregación una renta de 1000 maravedís anuales y en 1310 la exime del pago de portazgo y emite una curiosa orden prohibiendo que se echen inmundicias junto a los muros del convento, concediendo además a los frailes un cahíz de sal anualmente.
En los inicios del siglo XVII la comunidad contaba con alrededor de 200 frailes, sin embargo 95 de ellos fallecieron en la terrible epidemia de peste bubónica que se declaró en Sevilla en el año 1649. En 1757 vivían en el convento 190 dominicos que se redujeron a 85 en 1803, de ellos 48 sacerdotes, 6 novicios, 22 estudiantes y nueve hermanos cooperadores.

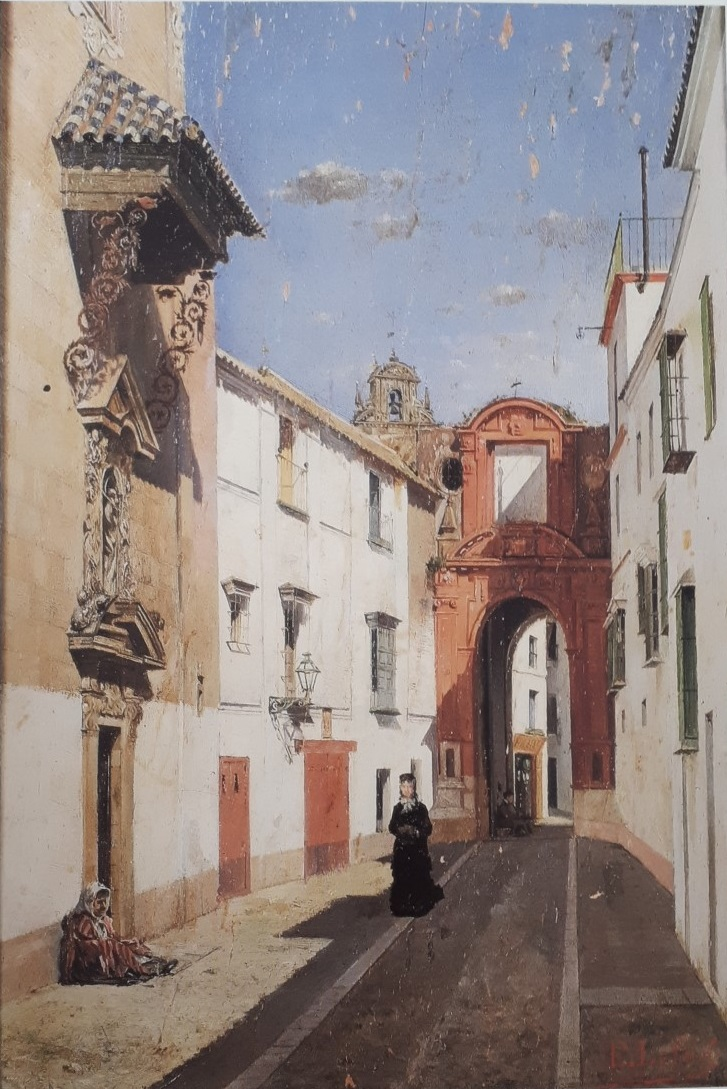
Eduardo Laforet Alfaro, Salida de misa del Convento de San Pablo, ca. 1880. Colección particular

## Influencia en América
El convento de San Pablo el Real de Sevilla tuvo una gran importancia en la misión evangelizadora de los dominicos en América y Filipinas, ya que era la sede de donde partian los religiosos de la orden destinados a ultramar. Entre ellos destaca la figura de fray Bartolomé de las Casas, El defensor de los indios, consagrado obispo de Chiapas en el convento de San Pablo de Sevilla el 30 de marzo de 1544, y fray Domingo de Santo Tomás, que partió hacia Perú como misionero, aprendió la lengua indígena y escribió la primera Gramática o arte de la lengua general de los indios de los reinos del Perú.

## Inquisición
El convento de San Pablo fue la primera sede de la Inquisición en Castilla. En esta decisión de los Reyes Católicos tuvo gran importancia los consejos del entonces prior del convento, fray Alonso de Ojeda. Se cree que en las dependencias conventuales se ubicaron las primeras cárceles de la inquisición en Sevilla, antes de ser trasladadas al Castillo de San Jorge, sito en el entonces arrabal (y hoy barriada) de Triana, en la margen oeste del cauce natural del río Guadalquivir.
El 6 de febrero de 1481 tuvo lugar en el convento de San Pablo de Sevilla el primer auto de Fe de la Inquisición española, en el que fueron condenadas a muerte 6 personas, siendo el prior del convento, fray Alonso de Ojeda, el encargado del sermón de la ceremonia. Poco después el propio Alonso de Ojeda moría como consecuencia de la epidemia de peste bubónica que se declaró en la ciudad.

## Biblioteca
En la biblioteca de la Universidad de Sevilla se conservan 194 volúmenes procedentes de la biblioteca del Convento de San Pablo, son ediciones de entre los siglos XV y XVIII, la mayoría de tema religioso, aunque están representados otros temas, por ejemplo la Prática y teórica de cirugía en romance y en latín (1582-95) de Dionisio Daza Chacón, Desengaño contra el mal uso del tabaco (1634) de Francisco de Leiva y Aguilar, Mundus subterraneus, quo universae denique naturae divitiae (1664–1678) del jesuita alemán Athanasius Kircher y el Theatrum Orbis Terrarum (1570) de Abraham Ortelio, considerado el primer atlas moderno.
En la biblioteca del convento estuvieron depositados los libros pertenecientes a la magnífica biblioteca de Hernando Colón al fallecimiento de este, concretamente entre los años 1544 y 1552, finalmente tras un largo pleito en la chancillería de Granada entre el convento y el cabildo de la catedral de Sevilla, este último resultó ganador, por lo que el conjunto de libros y estampas fue trasladado a la Biblioteca Colombina de la Catedral de Sevilla.